# Jimmy Olsson
Jimmy Olsson, född 1980 i Skåne, är en svensk regissör, manusförfattare och skådespelare.

## Biografi
Jimmy Olsson är utbildad vid Kulturama inom regi och filmproduktion. Han har regisserat och skrivit manus till ett flertal kortfilmer, som visats på många filmfestivalen runt om i världen och som tagit hem många utmärkelser.  Han har regisserat några avsnitt av TV-serierna Tunna blå linjen och barnserien Spookys. Han har även skrivit manus, regisserat och agerat i mockumentärfilmen Fiktiv granskning – En grävande historia och i SVT-produktionen På armlängds avstånd. I båda produktionerna spelar han en grävande journalist och använder här sitt riktigt namn.

## Filmografi (i urval)
- 2022 – Fiktiv granskning – En grävande historia regi, manus och skådespelare
- 2025 – Tunna blå linjen (TV-serie) regi
- 2025 – På armlängds avstånd (TV-serie) regi, manus och skådespelare